# Peramphithoe femorata
Peramphithoe femorata är en kräftdjursart som först beskrevs av Henrik Nikolai Krøyer 1845.  Peramphithoe femorata ingår i släktet Peramphithoe och familjen Ampithoidae. Inga underarter finns listade i Catalogue of Life.